# Sonia Gandhi
Pour les articles homonymes, voir Gandhi (homonymie).
Sonia Gandhi (en hindi : सोनिया गांधी), née le 9 décembre 1946 à Lusiana (Italie) sous le nom d'Edvige Antonia Albina Maino, est une femme politique indienne d’origine italienne. Entre 1998 et 2017, elle est la présidente du Parti du Congrès de l'Inde, poste auquel lui succède son fils Rahul. En 2019, elle reprend sa fonction de présidente du parti jusqu'en 2022.

## Jeunesse
Elle naît en Italie, le 9 décembre 1946, dans le petit quartier « rue Maini » (italien : contrada Maini ou rue Maini) à Lusiana,,,, un village de montagne à 35 kilomètres de la ville de Vicence, dans la région de la Vénétie, sur le haut plateau d'Asiago,. Elle passe son adolescence à Orbassano (Turin) où ses parents se sont établis,,. Elle rencontre Rajiv Gandhi, fils aîné d'Indira Gandhi, alors qu'il fait ses études à l'université de Cambridge en Angleterre. Sonia Maino étudie l'anglais à la Lennox Cook School à Cambridge.
Ils se marient en 1968 et Sonia s'installe dans le pays de son époux. Elle est par ailleurs de confession catholique romaine. Elle accède à la citoyenneté indienne en 1983 et ce long intervalle entre son mariage et cette nouvelle nationalité reste sujet à controverse[évasif].
En 1984, au décès de sa mère, Rajiv Gandhi devient Premier ministre de l'Inde.
À la suite de l'assassinat de son mari le 21 mai 1991, elle est sollicitée par le parti du Congrès pour perpétuer la tradition dynastique de conduite du parti par les membres de la famille Nehru-Gandhi, mais elle refuse.

## Carrière politique

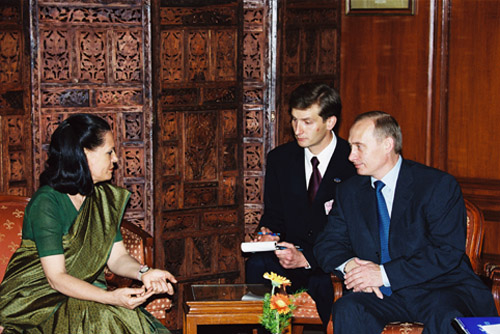
Sonia Gandhi et le président russe Vladimir Poutine en 2000.

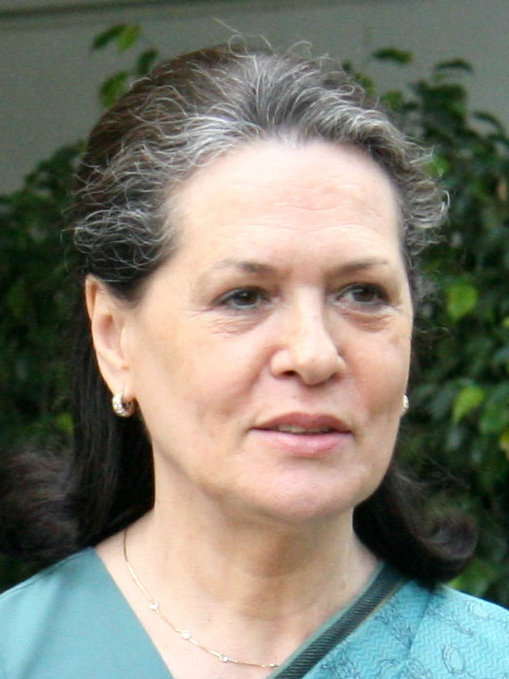
Sonia Gandhi en 2011.

En 1998, elle entre formellement en politique en acceptant la présidence du parti du Congrès affaibli. Elle se déclare candidate au poste de Premier ministre. Profitant de la renommée de son patronyme, elle rassemble de larges audiences et revitalise le parti de ses seules mains[réf. nécessaire]. Elle reste cependant un personnage énigmatique et l'opposition — principalement le Bharatiya Janata Party — rappelle sans cesse le fait qu'elle n'est pas originaire du pays et qu'elle ne parlait pas couramment le hindî avant d'entrer en politique, insinuant qu'elle n'a pas d'autres qualifications en la matière que son nom de famille.
En 2004, elle mène le parti du Congrès à la victoire aux élections générales, sans toutefois obtenir la majorité absolue. Elle doit accéder au poste de Premier ministre, mais elle fait l'objet d'une cabale du Bharatiya Janata Party du fait de ses origines italiennes[réf. nécessaire]. En raison de la controverse politique grandissante autour de ses origines étrangères, elle décline le poste de Premier ministre, et demande à Manmohan Singh de la remplacer. Elle est toutefois considérée comme la véritable détentrice du pouvoir.
Le 23 mars 2006, elle démissionne de son poste de députée et de présidente du conseil national consultatif,. Ces démissions font suite aux critiques de l'opposition, quant au non-respect d'une règle du parlement interdisant le cumul de postes publics rémunérés. Toutefois, elle se représente à sa propre succession et est réélue le 11 mai 2006 avec 80,5% des voix face à trois candidats. La coalition dirigée par le parti de Sonia Gandhi (United Progressive Alliance) remporte à nouveau les élections en 2009 et Manmohan Singh conserve ses fonctions de Premier ministre.
Le 3 septembre 2010, Sonia Gandhi est élue pour la quatrième fois présidente du Parti du Congrès et en 2014, elle est réélue députée pour un 4e mandat consécutif le 12 mai 2014. Elle dépose, avec son fils alors vice-président et directeur de campagne du parti, sa démission de la Présidence du Parti du Congrès à la suite de la pire défaite obtenue par le parti lors d'élections mais sa démission est refusée le jour même en date du 19 mai 2014.
Le 16 décembre 2017, elle cède la présidence du Parti du Congrès à son fils Rahul. Cependant elle ne quitte pas la scène politique, et en août 2019, à la suite de la démission de Rahul, elle est nommée présidente intérimaire du parti du Congrès,.
En 2004, elle est classée comme la troisième femme la plus puissante au monde par le magazine Forbes. Par la suite, elle se classa sixième en 2007, deuxième en 2010, septième en 2011, sixième en 2012 et neuvième en 2013.

## Enfants
Son fils, Rahul, est élu au Parlement depuis 2004, dans la circonscription d'Amethi. Il a pris sa place à la tête du Parti du Congrès le 16 décembre 2017. 
Sa fille Priyanka, bien qu'elle eût déclaré qu'elle n'était pas prête pour faire de la politique, participe activement aux élections pour le Congrès.